# 烏克蘭人民共和國
烏克蘭人民共和國（烏克蘭語：Українська Народна Республіка，羅馬化：Ukrainska Narodna Respublika，縮寫：УНР / UNR），有時也稱作烏克蘭民族共和國，是俄國十月革命以後，由烏克蘭人所短暫建立的現代國家。是乌克兰近代历史上第一个民族国家。1918年1月22日独立，曾由西蒙·彼得留拉领导。

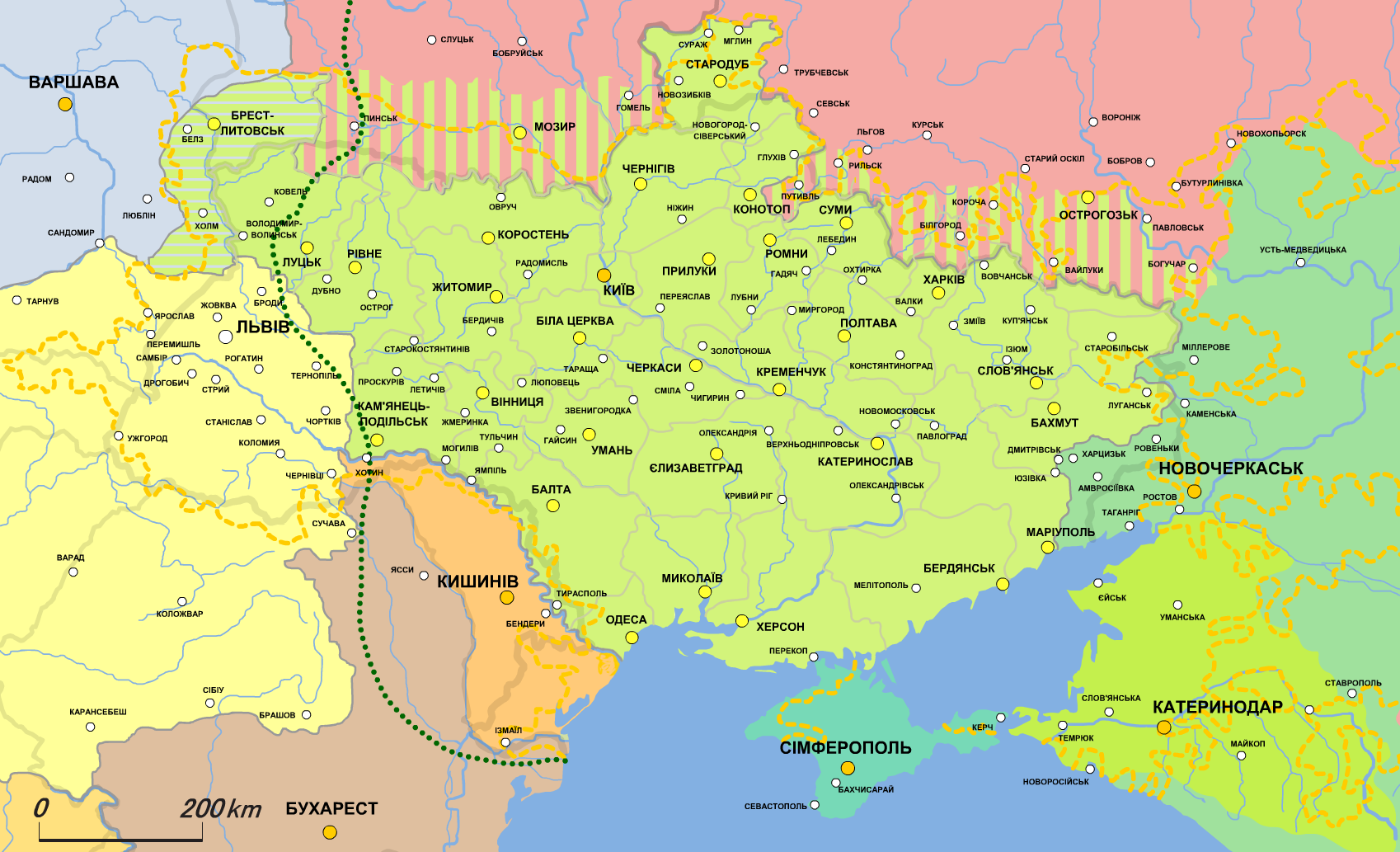
《布列斯特-立陶夫斯克条约后的乌克兰》(9 February 1918)
乌克兰人民共和国
宣称的土地（条纹）
1917年德军战线
苏俄
顿河
库班
克里米亚
奧匈帝國
波蘭
羅馬尼亞
摩爾多瓦
塞爾維亞

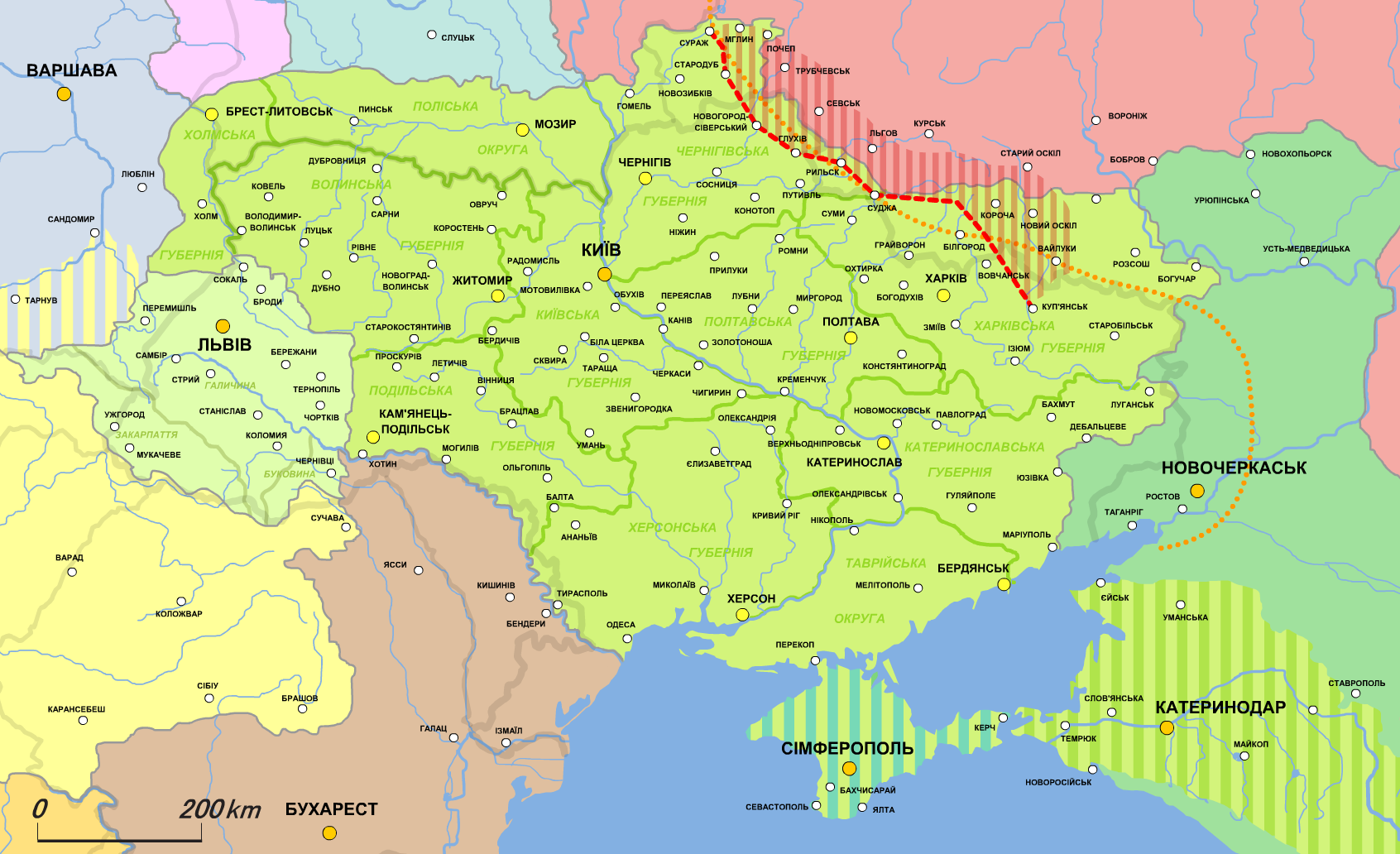
1918.4-11:
乌克兰人民共和国
宣称的土地（条纹）)
克里米亚地方政府
库班人民共和国
西乌克兰人民共和国 (10.19)
顿河共和国
白俄罗斯人民共和国
立陶宛
波兰
奥匈帝国
罗马尼亚
塞尔维亚
苏俄

## 历史
1917年2月俄國二月革命爆发后，乌克兰当地成立了自治组织烏克蘭中央拉達。十月革命后乌克兰独立，成立乌克兰人民共和国，与蘇維埃俄國交战被打败至国界线处，不得不与德奥谈和而免于灭亡。                  
1918年盖特曼政变灭亡了乌克兰人民共和国，成立乌克兰国，旧的乌克兰中央拉达仍不断斗争。1918年德国投降后，乌克兰督政府打败乌克兰盖特曼政府重建乌克兰人民共和国。1919年苏俄再次进攻乌克兰人民共和国，使其再次面临一年前的形势，甚至更差。1919年冬天，苏俄红军控制了乌克兰第聂伯河的大部分领土。 乌克兰人民共和国与波兰和谈并于1920年签署《华沙条约》，波兰一度帮助乌克兰夺回基辅，但随后被红军击退，乌克兰人民共和国于1920年瓦解。

## 外部連結
- 维基共享资源上的相關多媒體資源：烏克蘭人民共和國
- People's war 1917–1932 by Kyiv city organization "Memorial"
- UNIVERSAL of the Ukrainian Central Rada addressed to the Ukrainian people living in and outside of Ukraine. （页面存档备份，存于）. Translationreport.